# J& TERRACE
J& TERRACE（ジェイトテラス）は日鉄興和不動産と東急不動産により開発が進められてきた、JR十条駅西口に誕生した39階建ての「住宅・商業・公益」一体複合施設。

## 施設の概要
本施設には北区初出店となる「クイーンズ伊勢丹」と北区公益施設「J&L（）」が入っている。
本施設は「十条駅西口地区第一種市街地再開発事業」として進められてきたもので、新築分譲マンション「THE TOWER JUJO（ザ・タワー十条）」、基壇部施設「J& MALL（）」によって構成されている。
ザ・タワー十条のほか、商業施設や公益施設、公共駐輪場などを整備。また、「Wood & Green」による景観設計に配慮し、街路樹や、建物の壁面を覆う植物などを配して地域の緑化に取り組んでいる。
ザ・タワー十条は、総戸数578戸の分譲マンション。エリア最高層で遮るものがないので眺望は抜群であり、都心の景色を楽しむことができる。

## J&L（ジェイトエル）
「J&L（）」は多世代の交流を目指した北区の公共施設。「Sports」「University」「Activity」の3つのコンセプトを基軸に据えた、図書を基調とした飲食可能なラウンジや、工作、ダンス、音楽など様々な創作活動に対応する機能を充実させ、人々がにぎわい集う施設となっている。
J& MALL（）の3、4階に入居しており、蔵書数は約1万冊であり、デジタル雑誌、新聞の閲覧ができる。
本施設は区が約2022年から約7億7千万円をかけて整備したものであり、各地で図書館サービスを手がける図書館流通センターが指定管理者として運営している。カフェのように落ち着いて過ごすことができる空間作りを目指したものである。
なお、J&L（）の名の由来は、十条（JUJO）の頭文字「J」と「ともに」を意味する「&」を入れて、本施設が持つ様々な機能（Library：ライブラリー、Lab：ラボ、Lounge：ラウンジ）が、十条のまちとつながる（Link：リンクする）よう心を込めた名称としている。
施設の紹介

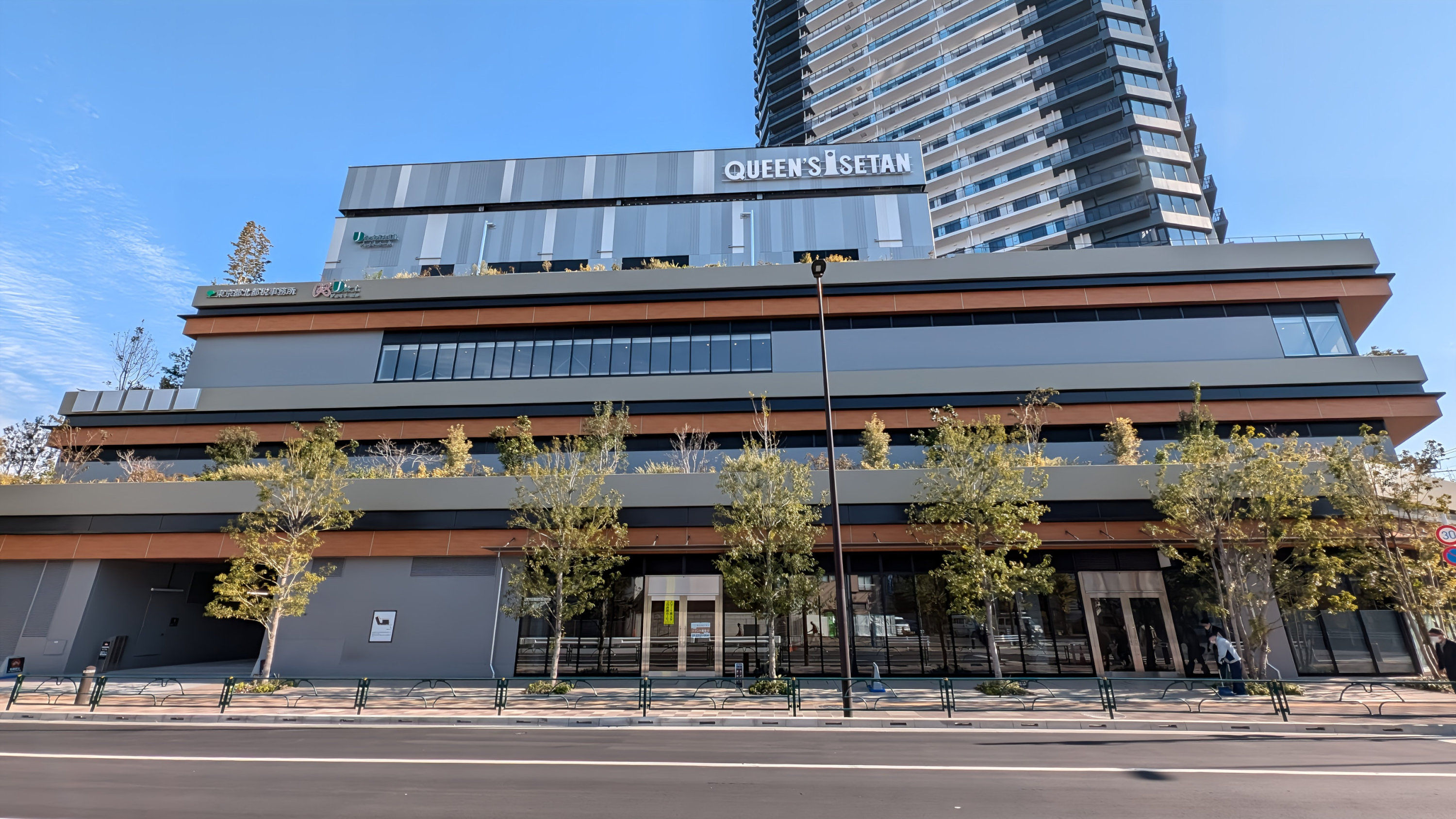
基壇部施設「J& MALL（）」
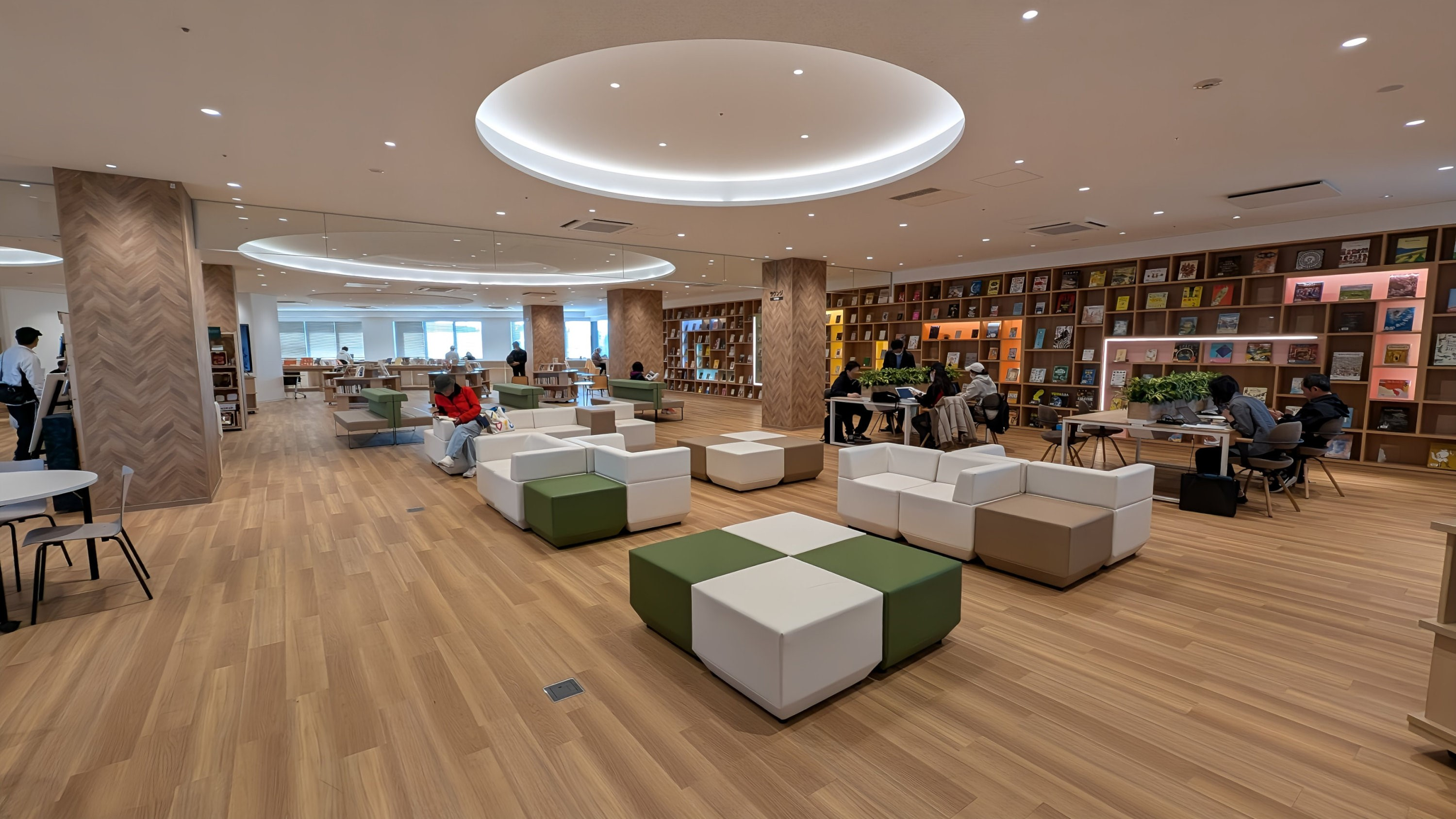
3F 書架・閲覧のエリア
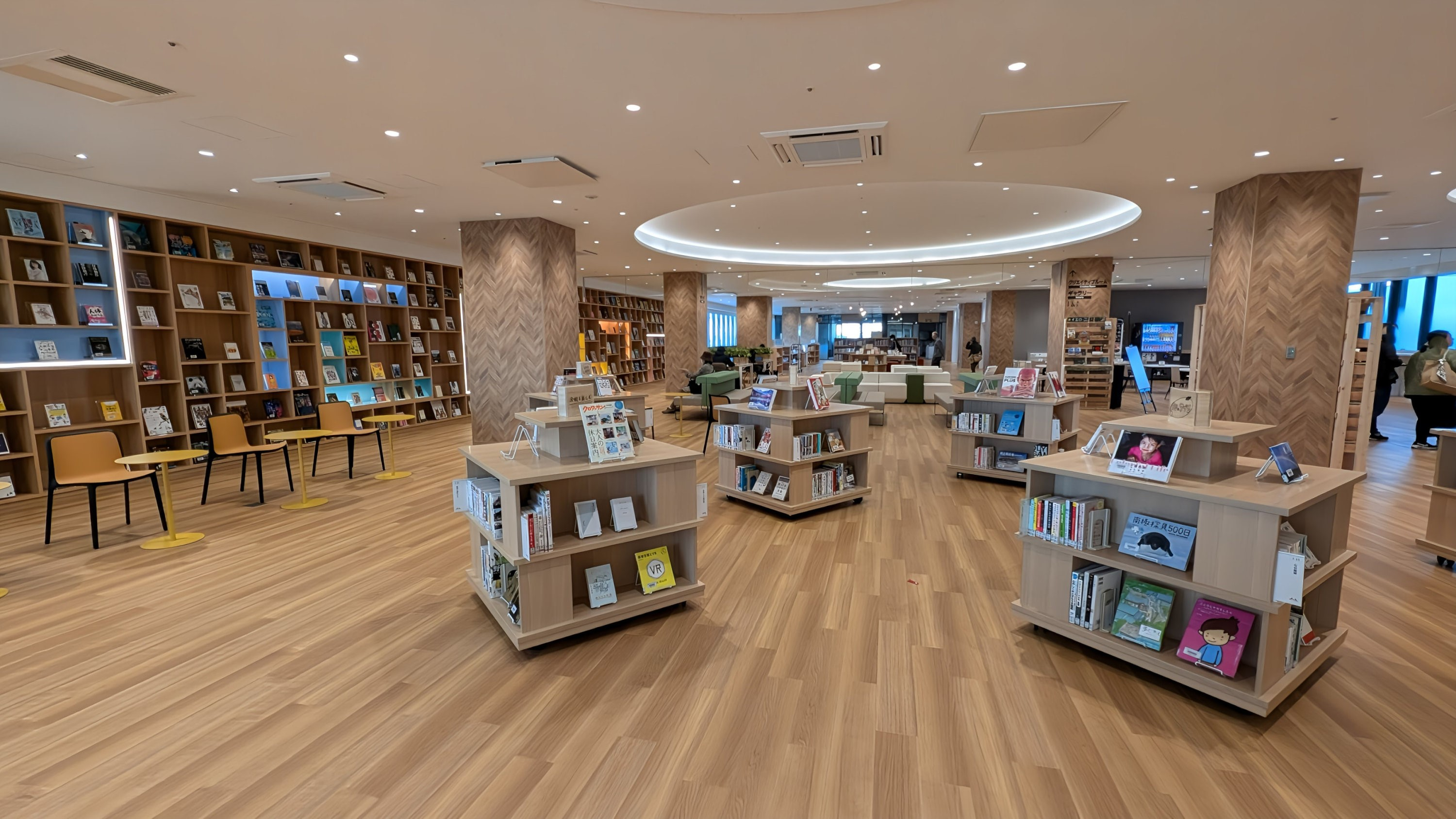
書架・閲覧エリアは図書館流通センターが運営
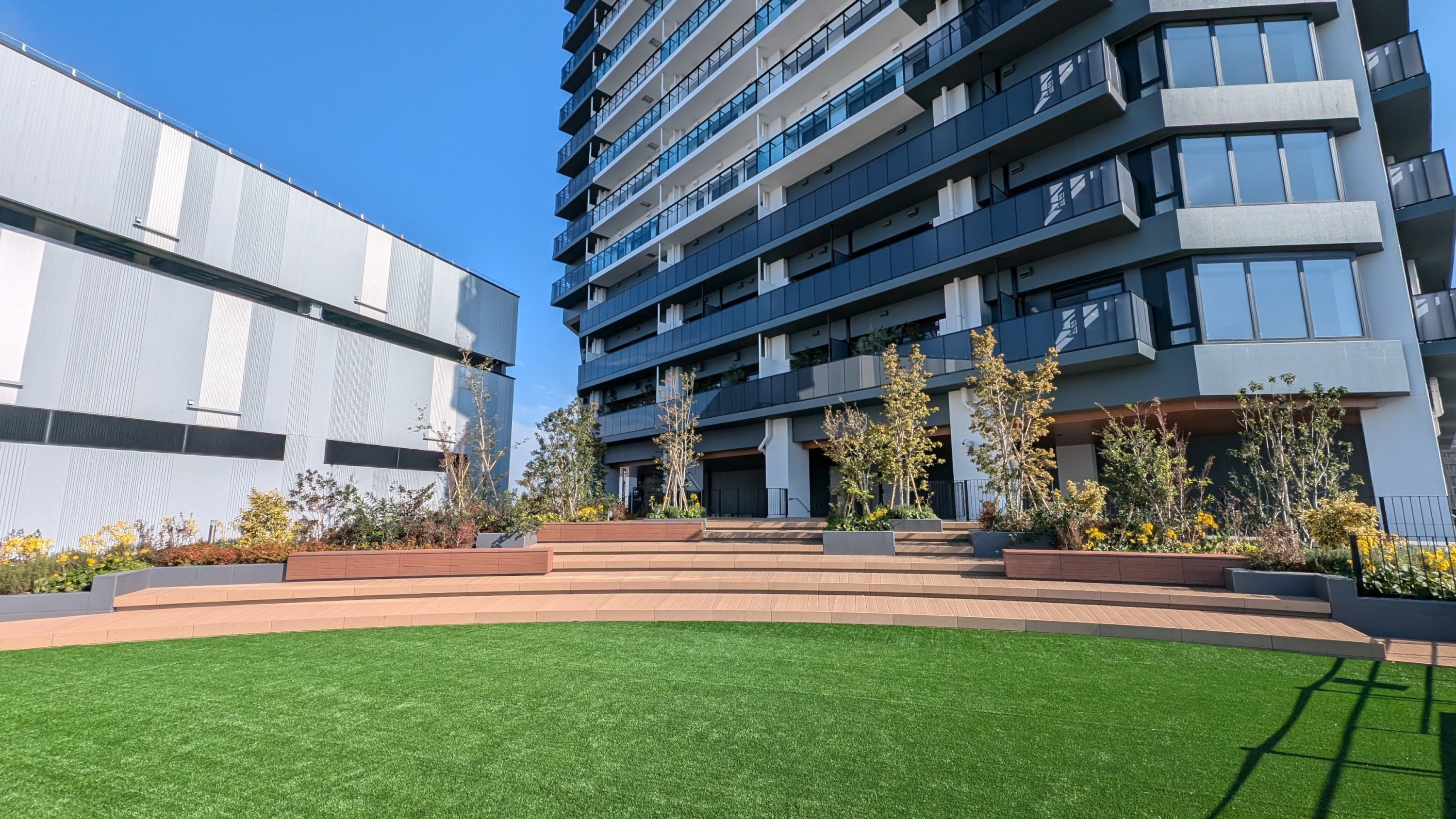
4FのRoof Garden
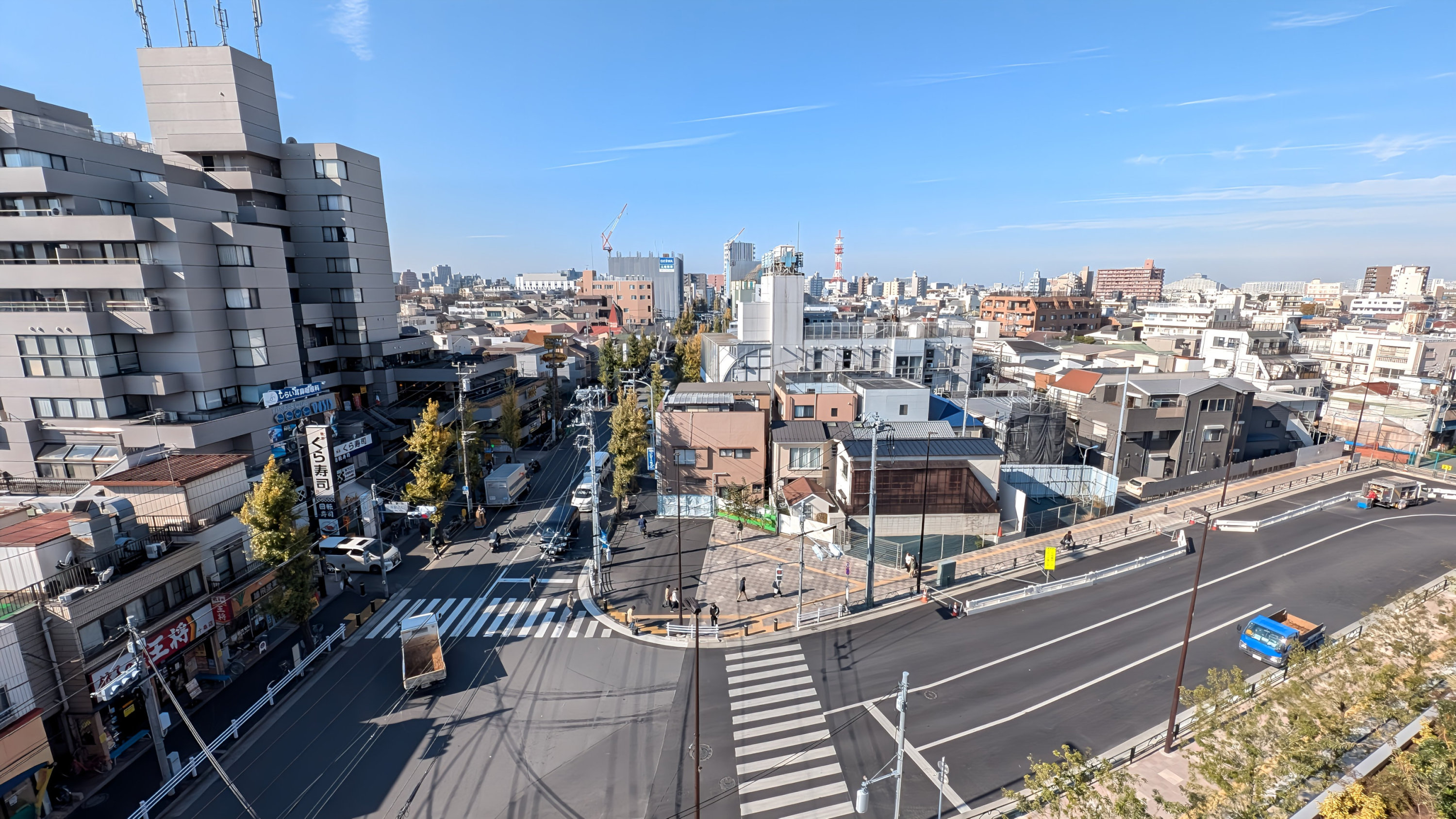
Roof Gardenからの眺望

## アクセス

### 鉄道
- JR十条駅前